# اوستوپو
اوستوپو (به لاتین: Üstüpü، به ارمنی: Ստուպի) یک منطقه مسکونی در جمهوری آذربایجان است که در شهرستان اردوباد واقع شده است. اوستوپو ۱۳۴۲ نفر جمعیت دارد.